# Jerzy Olgierd Iłłakowicz
Jerzy Olgierd Zawisza-Iłłakowicz herbu Doliwa (ur. 8 marca 1908 w Łaziskach, w woj. lubelskim, zm. 13 stycznia 1984 w Fort Lauderdale) – polski działacz organizacji podziemnych w czasach II wojny światowej, żołnierz Narodowych Sił Zbrojnych.

## Życiorys
Syn Witolda i Haliny z Kleniewskich h. Zagłoba. Po maturze w 1926 ukończył studia rolnicze na Katolickim Uniwersytecie w Lowanium (Belgia), a następnie studia w Wyższej Szkole Handlowej w Lozannie (Szwajcaria). W ich trakcie studiował przez jeden rok w London School of Economics (Anglia). Po studiach, aż do wybuchu II wojny światowej, pracował w bankowości.
W okresie międzywojennym działacz Obozu Narodowo-Radykalnego. Pomimo przynależności do ONR uczestniczył w spotkaniach dyskusyjnych salonu jego kuzynki Kazimiery Iłłakowiczowej, w której uczestniczyli przedstawiciele sanacyjnej elity  (politycy, generalicja, twórcy kultury i sztuki).  W 1937 jako jedyny przedstawiciel ONR-OP przystąpił do elitarnego Klubu 11 Listopada. Dzięki znajomościom małżonki gościli na przyjęciach w ambasadzie USA. Ambasador USA w Warszawie Anthony Biddle na specjalne zaproszenia przybywał na polowania do majątku ojca Witolda Iłłakowicza do Łazisk i wuja Przemysława Kleniewskiego do Kluczkowic
Po wybuchu wojny, wraz z innymi członkami Grupy Szańca, przystąpił do tworzenia konspiracyjnej organizacji katolicko-narodowej Związek Jaszczurczy. Otrzymał zadanie organizacji resortów cywilnych oraz został szefem finansów, którą to funkcję pełnił w Narodowych Siłach Zbrojnych do 1944. Był przedstawicielem ZJ w Tymczasowej Narodowej Radzie Politycznej. Wiosną 1944 został członkiem Rady Politycznej NSZ. W sierpniu 1944 oddelegowany do okręgu częstochowskiego NSZ. Następnie został szefem departamentu VI w dowództwie NSZ, ze stopniem kapitana.
W styczniu 1945 ewakuował się do Wiednia i dalej na zachód, gdzie doczekał wyzwolenia przez armię USA. We Frankfurcie został przydzielony do Polskiej Misji Łącznikowej. Z żołnierzy Brygady Świętokrzyskiej NSZ oraz wyzwolonych jeńców, którzy znaleźli się w amerykańskiej strefie okupacyjnej, zorganizował, na polecenie dowództwa amerykańskiego, kompanie wartownicze. Po reorganizacji amerykańskich sił okupacyjnych i powstaniu Continental Base Section pełnił funkcję, w stopniu majora, starszego oficera łącznikowego.Po następnej reorganizacji w armii okupacyjnej USA został delegowany do głównej kwatery I.R.O. - Międzynarodowej Organizacji ds. Uchodźców w Heidelbergu. Potem stworzył Stowarzyszenie Polskich Emigrantów, które miało, przede wszystkim, roztoczyć opiekę nad żołnierzami Brygady Świętokrzyskiej, a także ułatwić im życie na emigracji i znalezienie zatrudnienia. W 1953 emigrował do Stanów Zjednoczonych, gdzie zapisał się do szkoły hotelarskiej, którą ukończył po półtora roku. Zatrudniony został jako kierownik klubu w Wilmington w stanie Delaware, gdzie pracował do emerytury. Dodatkowo przez kilkanaście lat był wykładowcą w Brandywine Junior College, i pracownikiem tamtejszej biblioteki. Do końca życia był aktywnym działaczem kombatanckim, pełniąc różne funkcje. Należał m.in. do Koła Żołnierzy NSZ które powstało w latach pięćdziesiątych, a w 1973 przystąpiło do Stowarzyszenia Polskich Kombatantów (Polish Veterans of World War II, SPK) i nosiło nazwę „Koło Stowarzyszenia Polskich Kombatantów nr 52 Narodowych Sił Zbrojnych”, siedzibą było Chicago. Ze względu na zapewnienie bezpieczeństwa pozostawionej w kraju rodziny do końca życia posługiwał się nazwiskiem Jerzy Zawisza. W 1962 zdobył dożywotni tytuł mistrza brydża (Life Master).
Żonaty z Ireną Morzycką h. Mora zabitą w 1943, z którą miał córkę. Powtórnie żonaty z Betty Asbury Purnell, z którą miał córkę i dwóch synów.